# Tolkmity
Tolkmity (do 1945 r. niem. Tolkemüth) – osada w Polsce położona w województwie warmińsko-mazurskim, w powiecie olsztyńskim, w gminie Olsztynek. Miejscowość wchodzi w skład sołectwa Samagowo. W latach 1975–1998 miejscowość należała administracyjnie do województwa olsztyńskiego.
Niewielka osada, zamieszkana przez robotników leśnych, położona około 3 km na zachód od Samagowa, w otoczeniu lasów.

## Historia
Dawny niewielki majątek ziemski, który w 1903 roku należał do Paula von Mirbacha. W osadzie w tym czasie była gorzelnia, należąca również do von Mirbacha.
W 1997 roku mieszkało w osadzie 15 osób. W 2005 r. było tu 16 mieszkańców, a w 2011 r. – 20 osób.